# Myrteola nummularia
Myrteola nummularia là một loài thực vật có hoa trong Họ Đào kim nương. Loài này được (Lam.) O.Berg mô tả khoa học đầu tiên năm 1856.